# Truganina
Truganina är en del av en befolkad plats i Australien. Den ligger i kommunen Wyndham och delstaten Victoria, omkring 19 kilometer väster om delstatshuvudstaden Melbourne. Antalet invånare är 9 138.
Runt Truganina är det mycket tätbefolkat, med 1 361 invånare per kvadratkilometer.. Närmaste större samhälle är Melbourne, omkring 19 kilometer öster om Truganina.
Runt Truganina är det i huvudsak tätbebyggt. Genomsnittlig årsnederbörd är 971 millimeter. Den regnigaste månaden är juni, med i genomsnitt 115 mm nederbörd, och den torraste är januari, med 34 mm nederbörd.